# Gösta Frändfors
Gösta Valdemar Jönsson-Frändfors (Stoccolma, 25 novembre 1915 – Stoccolma, 8 agosto 1973) è stato un lottatore svedese, specializzato sia nella lotta greco-romana che nella lotta libera.

## Palmarès

### Olimpiadi
- Argento a Londra 1948 nella lotta libera, pesi 67 kg.
- Bronzo a Berlino 1936 nella lotta libera, pesi 61 kg.

### Europei
- Oro a Praga 1947 nella lotta greco-romana, pesi 67 kg.
- Argento a Monaco di Baviera 1937 nella lotta libera, pesi 66 kg.
- Argento a Stoccolma 1946 nella lotta libera, pesi 67 kg.